# Kościół św. Mikołaja w Świerkach
Kościół św. Mikołaja w Świerkach – zabytkowy kościół we wsi Świerki.
Murowana kościół parafialny wybudowany w 1748 w stylu barokowym, kryty dachem dwuspadowym. Główne wejście od frontu w czworobocznej wieży ograniczone fryzami. W agrafie data 1748 a nad nią oculus.  W górnych niszach po bokach wieży rzeźby figuralne świętych biskupów z 1700: Kiliana (po lewej) Fryderyka (po prawej). 

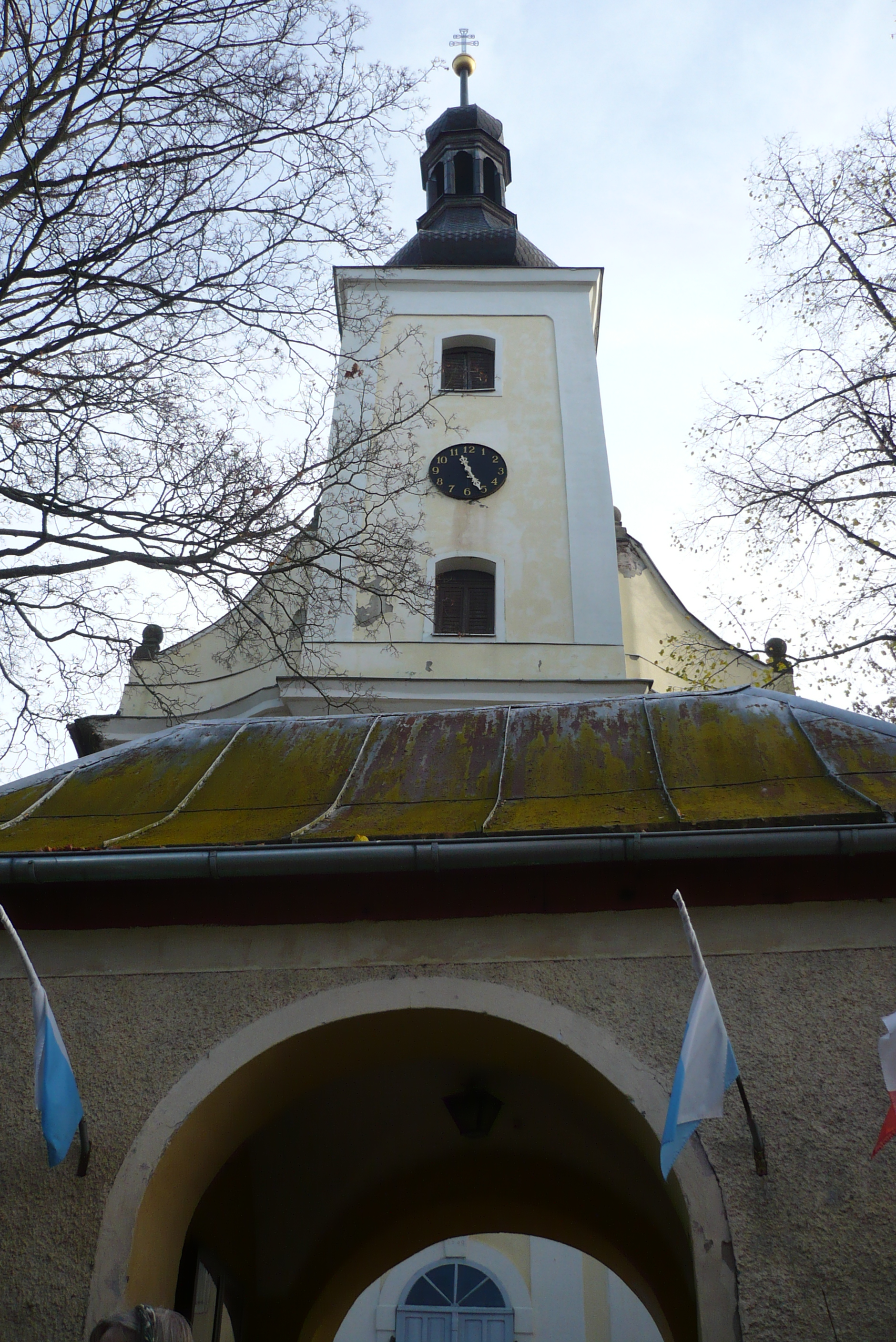
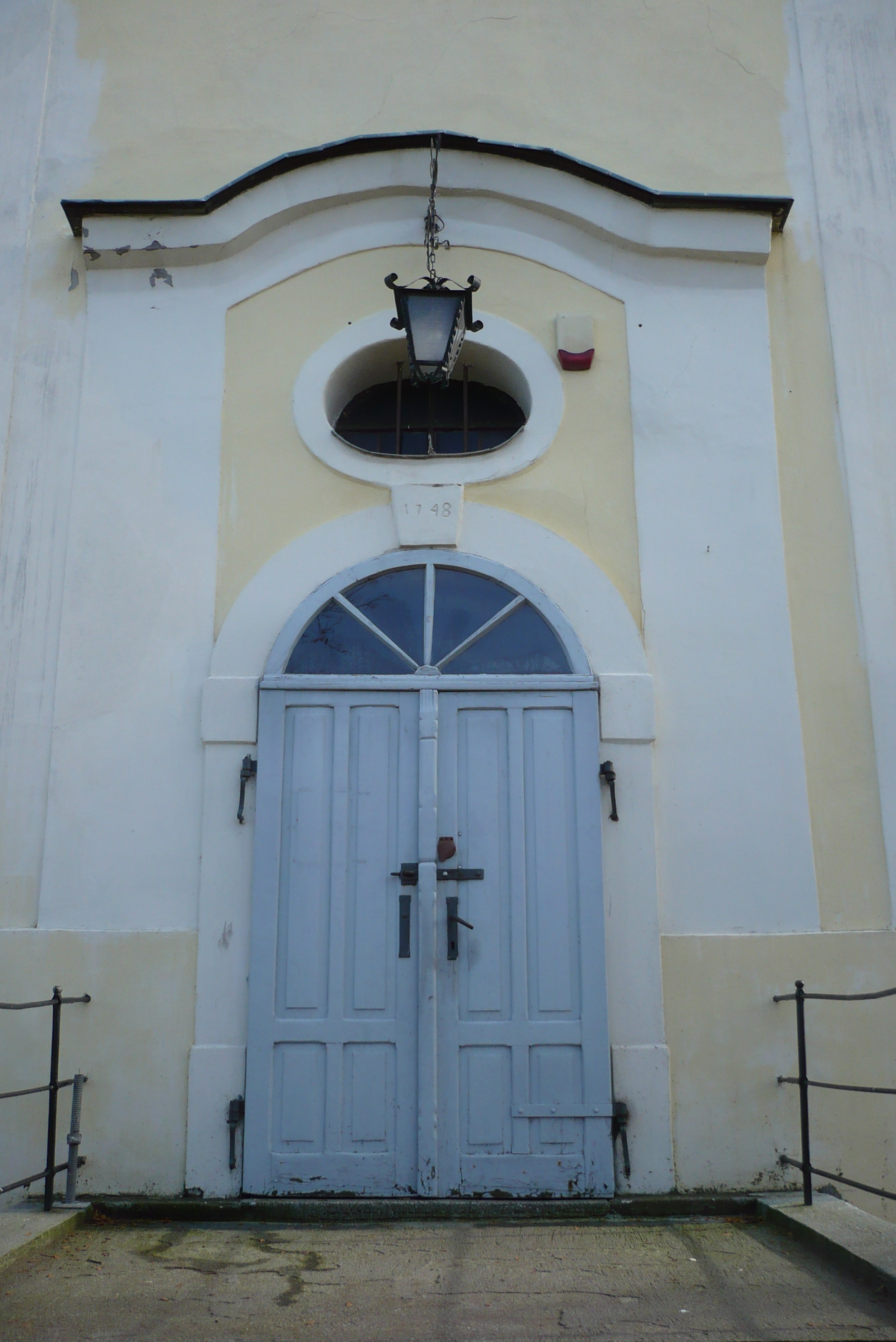
Portal
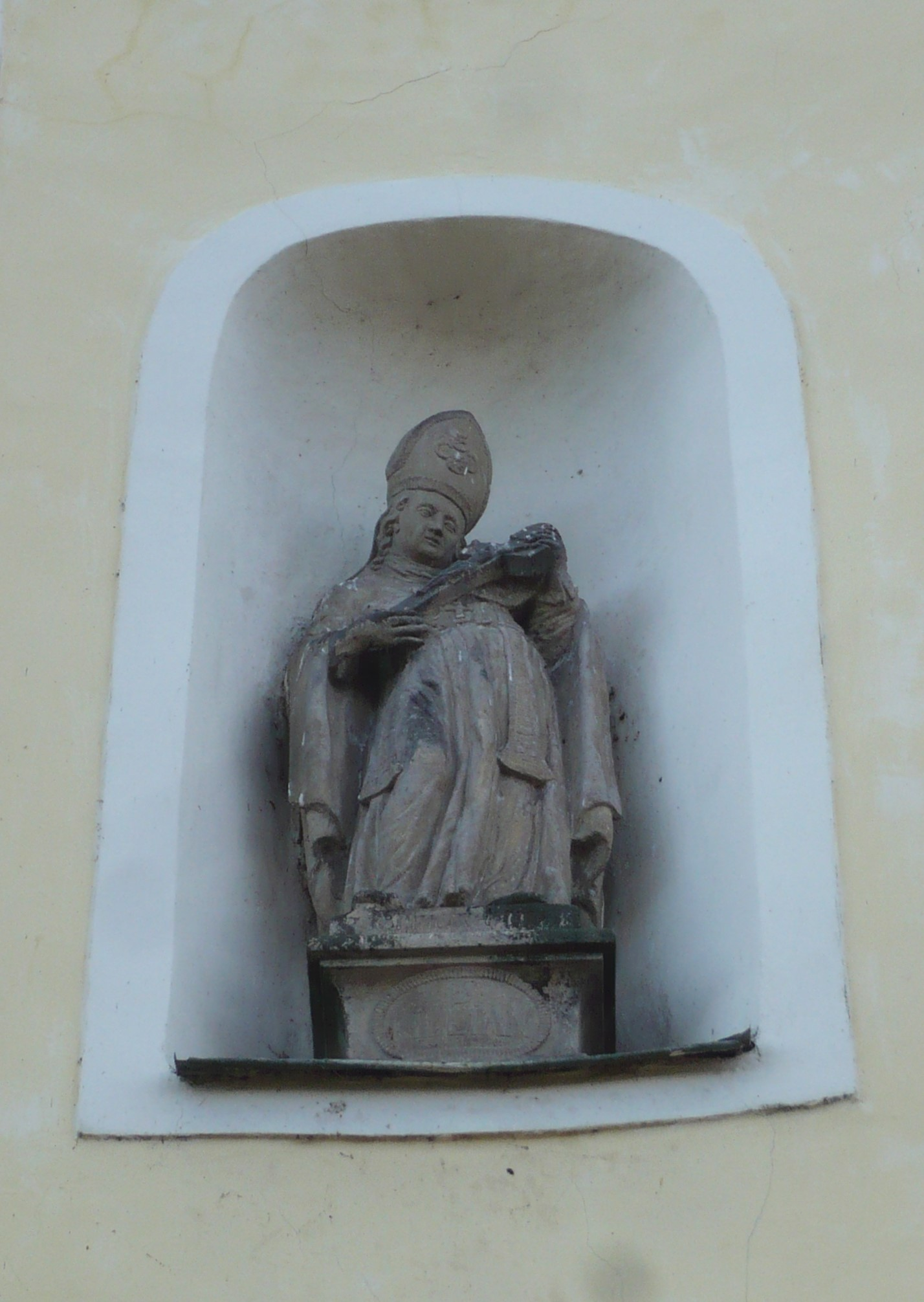
Rzeźba św. Kiliana
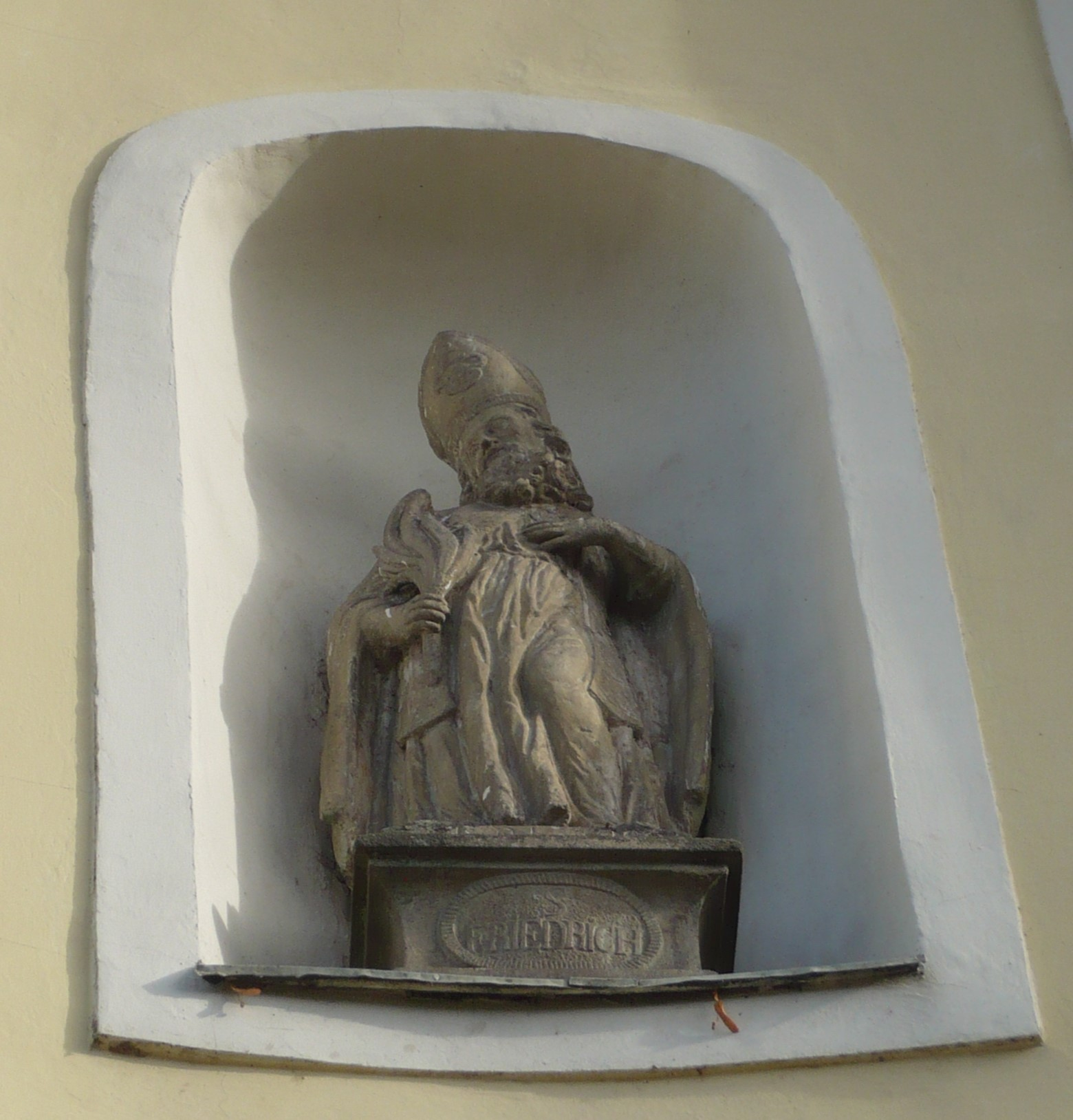
Rzeźba św. Fryderyka
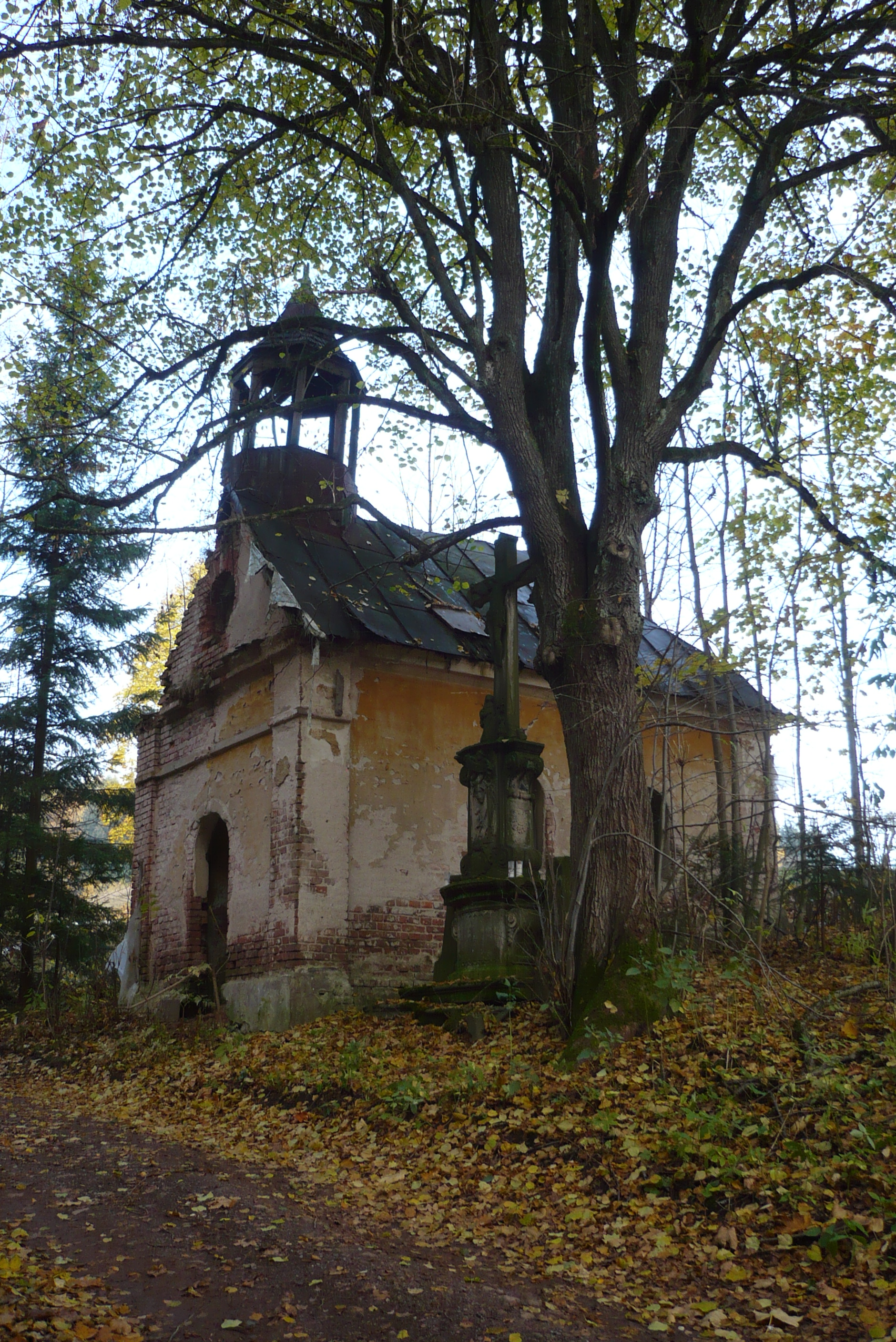
Kapliczka św. Anny w Graniczniku